# State Opening of Parliament

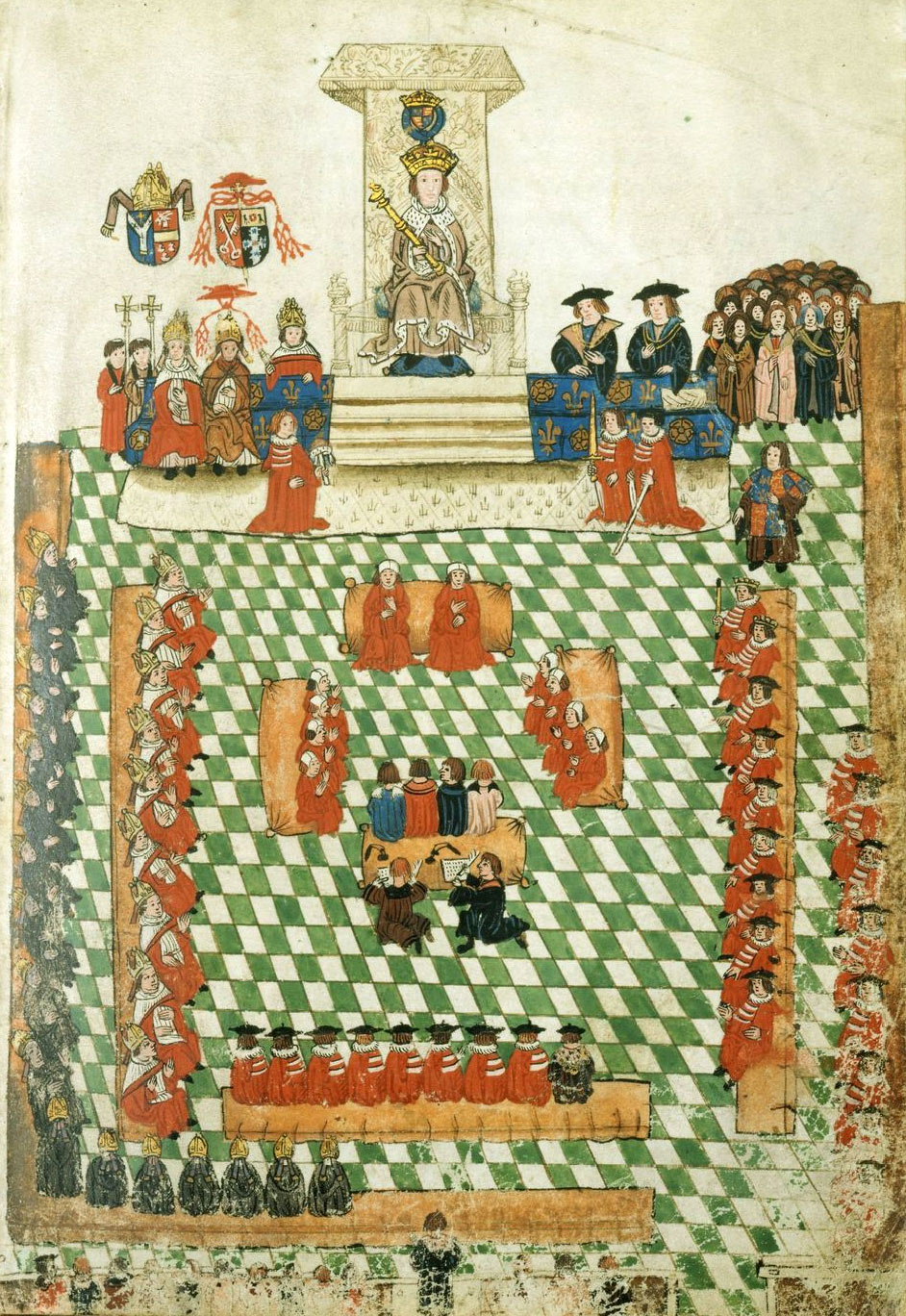
Parlamentet öppnas av kung Henrik VIII i Bridewell Palace (1523), samtida illustration ur Thomas Wriothesleys Garter Book.

State Opening of Parliament ('parlamentets statsöppnande') är det brittiska parlamentets högtidliga öppnande och motsvarar till exempel det som i Sverige kallas riksmötets öppnande men liknar i mångt och mycket den ceremoni vilken Sverige tillämpade fram till 1974 års grundlagsändring, kallad riksdagens högtidliga öppnande. Ceremonin kan anses vara en påminnelse om monarkens makt enligt den brittiska konstitutionen, vilken dock idag de facto är mycket begränsad.
Parlamentets öppnande äger rum varje år i överhussalen i Westminsterpalatset, före 2011 i skiftet mellan november och december eller sedan ett nytt parlament skulle tillträda efter ett allmänt val. Från 2012 äger emellertid ceremonin rum i maj månad. Denna ändring gjordes till följd av införandet av fasta femåriga mandatperioder för underhuset, varvid allmänna val skall hållas i maj under år som är jämnt delbara med fem.
Drottning Elizabeth II, öppnade nästan samtliga sessioner i det brittiska parlamentet under sina 70 år på tronen, förutom 1959 och 1963, då hon var gravid med prins Andrew respektive prins Edward. De sessionerna öppnades på drottningens uppdrag av Lords Commissioners, en kommission ledd av ärkebiskopen av Canterbury. Lordkanslern läste upp drottningens tal vid de tillfällena.

## Ceremonins delar
Öppnandet av det brittiska parlamentet är en storslagen ceremoni som består av flera delar:

### Parlamentets källare genomsöks
Först genomsöks Westminsterpalatsets källare av det kungliga livgardet, Yeomen of the Guard, för att förhindra en modern krutkonspiration. Under 1605 års konspiration misslyckades några engelska katoliker med att spränga parlamentsbyggnaden och mörda den protestantiska kungen Jakob I och aristokratin. Sedan det året har källaren genomsökts, numera mest av ceremoniella skäl.

### Över- och underhusens ledamöter samlas
Överhusets ledamöter samlas i sin kammare iförda röda hermelinbrämade mantlar. Dit kommer också höga företrädare för rättsväsendet och medlemmar ur diplomatkåren. Överhusledamöternas makor/makar närvarar också i kammaren. Underhusledamöterna, som har sina vanliga kläder på sig, samlas först i sin egen kammare och inleder, som vanligt, dagen med bön.

### En underhusledamot tas i gisslan
Innan monarken lämnar Buckingham Palace, hans officiella Londonresidens, tas en ledamot av underhuset som gisslan till Buckingham Palace. Det här är numera ett rent ceremoniellt förfarande men ursprungligen garanterade det regentens säkerhet när han inträdde i ett eventuellt fientligt parlament. Gisslan släpps efter att kungen återvänt i säkerhet. Denna tradition härstammar från kung Karl I:s dagar; denne hade ett trätlystet förhållande med parlamentet och till slut halshöggs han 1649 i slutet av inbördeskriget mellan monarkin och parlamentet.

### Regalierna anländer till parlamentet
Innan monarken anländer transporteras Imperial State Crown i en egen paradvagn till Westminsterpalatset. Hovtjänare bär kronan från Victoriatornet till Royal Gallery dit också rikssvärdet och Cap of Maintenance förs.

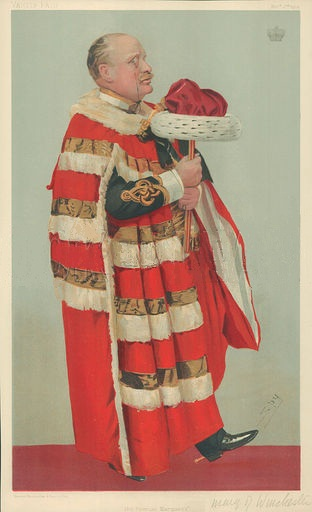
Henry Paulet, 16:e markis av Winchester klädd i överhusmantel, bärande cap of maintenance.

### Monarken anländer och parlament samlas
Kungen förs från Buckingham- till Westminsterpalatset i en hästdragen paradvagn, som tar sig in i parlamentsbyggnaden genom Sovereign’s Entrance (monarkens ingång) i Victoriatornet. Av tradition står soldater uppställda längs kortegevägen. Den kungliga flaggan hissas på Westminsterpalatset och ersätter den vanliga brittiska flaggan vid monarkens ankomst och vajar så länge han är närvarande. Därefter tar kungen på sig kungamanteln och kronan, Imperial State Crown, i ett särskilt omklädningsrum, the Robing Chamber, varefter kungen passerar Royal Gallery på sin väg till överhuset. Framför honom går Earl Marshal och en pär (vanligtvis överhusledaren), som bär en särskild luva, Cap of Maintenance på en vit stav, samt en annan pär (i allmänhet en pensionerad hög militärofficer) bärandes rikssvärdet, Great Sword of State, vilka alla följer efter Lord Great Chamberlain med sin vita pinne. Efter att kungen tagit plats på tronen i överhussalen anbefaller han lorderna att sätta sig.

### Underhusledamöterna kallas till överhuset
På monarkens befallning höjer Lord Great Chamberlain sitt spö för att signalera till Gentleman Usher of the Black Rod (oftast kallad Black Rod). Black Rod vänder sig om och, eskorterad av överhusets dörrvakt och en polisinspektör (som befaller alla personer längs vägen att ta av sig hatten, ”Hats of, Strangers!”), nalkas han underhussalens portar. År 1642 stormade kung Karl I underhuset i ett misslyckat försök att gripa fem ledamöter för förräderi. Sedan dess har ingen brittisk monark tillåtits att komma in i underhuset. När Black Rod närmar sig underhuskammaren smälls kammarens portar igen framför honom. Detta görs i syfte att manifestera underhusets oberoende makt och dess rätt att debattera och fatta beslut utan närvaro av monarken eller dennes representant. Efter att ha bultat på dörren tre gånger med sin svarta ämbetsstav, släpps Black Rod sedan in. Inne i kammaren bugar sig Black Rod för talmannen och meddelar monarkens befallning om att underhuset skall bevista överhuset (under det att han bugar sig för ledamöterna på salens ömse långsidor) för att lyssna till monarkens kungörelser till folket.

### Underhusledamöternas procession
Talmannen hörsammar genast kallelsen. Serjeant-at-Arms, som är underhusets vaktmästare, lyfter upp den ceremoniella stridsklubban som finns i underhuset då det sammanträder och leder, tillsammans talmannen och Black Rod, underhusets ledamöter i procession till överhuset. Underhusledamöterna ställer sig vid överhusets skrank och bugar för kungen. Ingen som inte är ledamot av överhuset får oinbjuden passera skranket under pågående sammanträde (underhuset har en motsvarande regel). Underhusledamöterna står vid skranket under kungens tal.

### Kungen tillhandahålls manuskriptet
Kungen läser upp ett tal som kallas ”Speech from the Throne” (trontalet) eller ”King’s Speech” (kungens tal) där regeringens planer för det kommande året sammanfattas. Talet är inte skrivet av kungen, utan av regeringen, och återspeglar det lagstiftningsprogram för vilket den söker stöd i parlamentets bägge kamrar. Talet, som traditionellt nedtecknas på veläng av getskinn, tar lordkanslern fram ur en särskild väska och räcker knäböjande fram åt kungen. Därefter går lordkanslern traditionellt baklänges ned för tronens trappsteg, eftersom det kan anses vanvördigt att vända kungen ryggen. Derry Irvine, som var den förste lordkanslern i premiärminister Tony Blairs kabinett, sökte bryta sedvänjan och begärde med framgång om tillåtelse att få vända ryggen mot drottning Elizabeth och gå framåt ned för trappstegen, men hans efterträdare Jack Straw återupptog den tidigare traditionen.

### Talet framförs
Talet adresseras till ”My Lords and Members of the House of Commons” (Lorder och ledamöter av underhuset!), med det betydande undantaget att kungen uttryckligen säger ”Members of the House of Commons, estimates for the public services will be laid before you” (Ledamöter av underhuset! Beräkningar för de offentliga tjänsterna kommer att läggas fram för er), emedan beslutanderätten över statsbudgeten konstitutionellt är förbehållen underhuset.

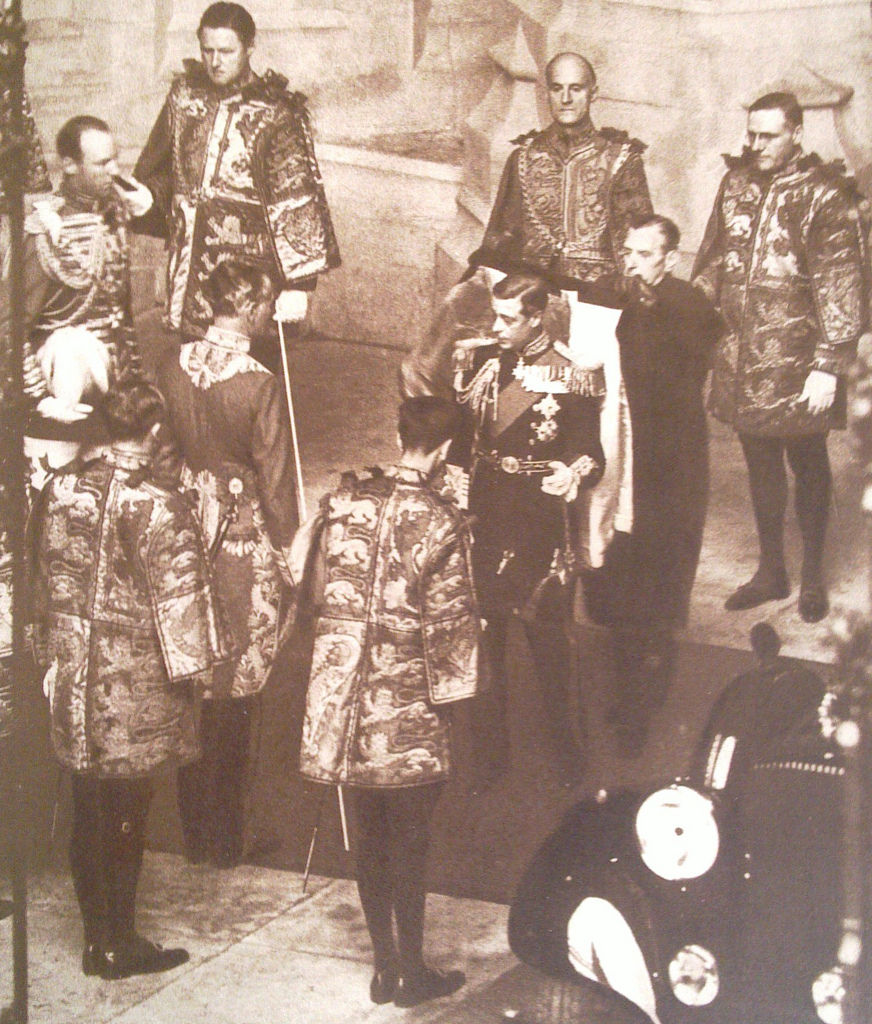
Kung Edvard VIII omgiven av härolder under sitt enda parlamentsöppnande (1936).

Kungen läser upp hela talet i en neutral och formell ton, och antyder varken stöd till eller missnöje med regeringens förslag. Kungen hänvisar ständigt till ”My Government” (min regering) när han läser upp texten. Efter att ha räknat upp de viktigaste propositionerna som regeringen kommer att lägga under parlamentssessionen upplyser han om att ”other measures will be laid before you” (andra ärenden kommer att läggas fram för er), och ger sålunda regeringen utrymme att lägga propositioner som inte nämnts i talet. Kungen nämner statsbesök som han har för avsikt att genomföra och även planerade statsbesök av utländska statschefer under parlamentssessionen. Avslutningsvis säger kungen: ”My Lords and Members of the House of Commons, I pray that the blessing of Almighty God may rest upon your counsels.” (... Jag ber att vår allsmäktige Guds välsignelse må råda över era överläggningar.)
Traditionellt lyssnar kamrarnas ledamöter på kungens tal vördsamt och låter bli att applådera eller visa avvikande åsikt mot talets innehåll innan det debatteras i vardera kammare. Tystnaden bröts visserligen 1998 när drottning Elizabeth II tillkännagav att regeringen ämnade att avskaffa rätten att sitta i överhuset för de som ärvt sin pärsvärdighet. Några Labour-ledamöter från underhuset ropade ”yes” (ja) och ”hear” (hör), vilket fick flera lorder att skrika ”no” (nej) och ”shame” (skam). Drottningen ignorerade interventionen och fortfor med att framföra talet utan uppehåll. De som störde talet fick sedan mycket kritik för sitt uppträdande.

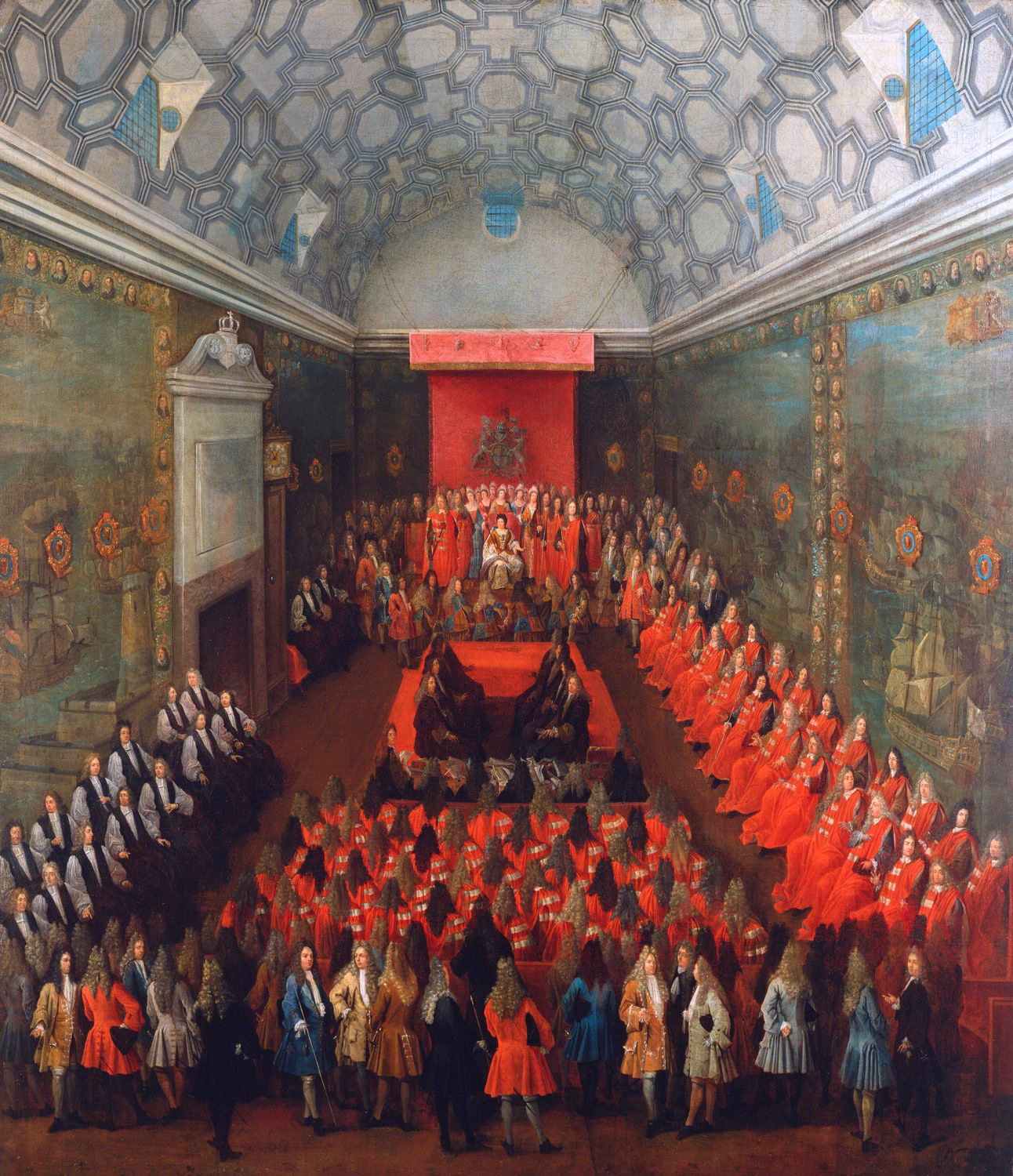
Drottning Anna talar i överhuset.

### Monarken drar sig tillbaka
Efter talet lämnar kungen kammaren, varefter underhusledamöterna åter bugar och återvänder till sin kammare.

## Debatt om talet
Efter att kungen dragit sig tillbaka fortsätter respektive kammare med att behandla ett ”Address in Reply to His Majesty's Gracious Speech” (yttrande som svar på Hans Majestäts nådiga tal), men först behandlar vardera kammare en motion pro forma som symbol för deras rätt att överlägga oavhängiga av monarken. Motionerna behandlas enbart av ceremoniella skäl och blir aldrig färdigt antagna lagar. Behandlingen av förslaget till svar på kungens tal är ett tillfälle till debatt av regeringens politik. Debatten tar flera dagar i anspråk. För varje dag behandlas ett nytt område, såsom utrikespolitiken eller statsfinanserna. Debatten ger en indikation på parlamentets åsikter om regeringens politik.

## Betydelse
State Opening of Parliament är en ceremoni som är belamrad med historiska ritualer och symbolisk betydelse för det brittiska rikets styrelse. På ett och samma ställe är alla tre delar av statsmakten samlad, där monarken är det nominella huvudet i vart och ett: Crown-in-Parliament (kungen tillsammans med överhuset och underhuset) utgör den lagstiftande makten, ministrarna (som är medlemmar i endera kammaren) utgör den verkställande makten, domarna, ehuru ej ledamöter av endera kammaren, inkallas för att närvara och representera dömande makten. Därför uppvisar parlamentets öppnande såväl rikets styrelse, som maktdelningen. Vikten av internationella relationer framgår genom närvaron av representanter för diplomatkåren.